# Gallæcien
Gallæcien (latin: Gallaecia eller Callaecia), som også kaldtes Hispania Gallaecia, var navnet på den romerske provins, der omfattede landområderne i det nordvestlige Hispania, omtrent svarende til nutidens Galicien, det nordlige Portugal, Asturien og Leon samt det senere svebiske kongerige Galicien. Der var en række romerske byer i området: Cale (Porto) og de administrative centre Bracara Augusta (Braga), Lucus Augusti (Lugo) og Asturica Augusta (Astorga). De tilsvarende, administrative områder hed henholdsvis Conventus bracarensis, Conventus lucensis og Conventus asturicensis.

## Beskrivelse
Romerne gav navnet Gallæcien til den nordvestlige del af den Iberiske halvø efter stammefolkene i området, Gallaeci eller gallækerne.
Gallæcerne var kelter, som omtales for første gang i den skrevne historie i et epos af Silius Italicus, Punica, der handler om den Første puniske krig:
Latin:
Fibrarum et pennae divinarumque sagacem
flammarum misit dives Callaecia pubem,
barbara nunc patriis ululantem carmina linguis,
nunc pedis alterno percussa verbere terra,
ad numerum resonas gaudentem plaudere caetras.
(bog III. 344-7)
Dansk:
"Det rige Gallæcien sender sine unge mænd,
kyndige i at tage varsler af dyrenes indvolde, af fjer og af flammer;
som nu synger den barbariske sang på deres modersmål,
som ind imellem tramper i jorden under deres rytmiske danse, så jorden gungrer,
som spiller med højtlydende caetrae" (et caetra var en slags lille skjold, der blev brugt i landet).
Som region betragtet var Gallæcien, set med romerske øjne, lige så meget kendt for landets keltiske kultur, den såkaldte Castrokultur med bjergfæstninger af keltisk oprindelse, som den var det på grund af landets guldminer. Denne civilisation strakte sig ud over nutidens Galicien, det nordlige Portugal, den vestlige del af Asturien og området ved Sanabria, og den var klart forskellig fra den nærliggende, lusitanske civilisation mod syd, ifølge de klassiske forfattere Pomponius Mela og Plinius den ældre.
På et meget senere tidspunkt hævdede den mytiske historie, som var indføjet i Lebor Gabála Érenn, at Gallæcien var det sted, hvor de gæliske folk stævnede ud for at erobre Irland, sådan som de havde gjort det med Gallæcia, nemlig med våbenmagt.

## Historie

### Det førromerske Gallæcien
I sin geografi opregner Strabon folkeslagene på atlanterhavskysten i det nordvestlige Spanien på denne måde:
...så vettoner og vaccæer, hvis område floden Durius (Douro) løber igennem, som har et vadested ved Acutia, én af vaccæernes byer; og til sidst Callækerne, som bebor en meget betydelig del af bjerglandet. Af samme grund, og da de var meget hårde at kæmpe imod, har Callækerne ikke blot skaffet tilnavnet til den mand, som besejrede lusitanerne [dvs. Decimus Junius Brutus Callaicus, en romersk general] men de har også været grunden til, at de fleste lusitanere nu kaldes Callæker.

### Det romerske Gallæcien
Efter de puniske krige vendte romerne deres opmærksomhed mod at erobre Hispania (Spanien). Ifølge Paulus Orosius havde Gallækerne en hær på 60.000 mand, som stod over for de romerske styrker i 137 f.Kr., hvor der blev udkæmpet er slag ved floden Douro (spansk: Duero, portugisisk: Douro, latin: Durius), som sluttede med en stor, romersk sejr, og i kraft af den kunne den romerske proconsul, Decimus Junius Brutus vende hjem som en helt og modtage det romerske tilnavn, Gallaicus ("sejrherren over Gallaicoi"). Fra det tidspunkt sluttede Callækiske kamptropper sig til de romerske legioner og gjorde tjeneste så langt borte som i Dakien og England. Det var hensigten med de voldsomme og hensynsløse Kantabriske krige endeligt at udslette al keltisk modstand. De blev udkæmpet under kejser Augustus fra 26 til 19 f.Kr., men modstanden var voldsom: kollektivt selvmord hellere end overgivelse, mødre, som dræbte deres børn, før de begik selvmord, korsfæstede fanger, der sang triumferende sange, fanger, som dræbte deres vogtere og vendte hjem fra Gallien.
For Rom var Gallæcien en region, som udelukkende bestod af de to områder: Lucensis og Bracarensis, og som var klart adskilt fra andre egne som f.eks. Asturica:
- Legatus iuridici per ASTURIAE ET GALLAECIAE.
- Procurator ASTURIAE ET GALLAECIAE.
- Cohors ASTURUM ET GALLAECORUM.
- Plinius:  ASTURIA ET GALLAECIA

I det 3. århundrede skabte Diocletian en administrativ opdeling, som omfattede Gallaecia, Asturica og muligvis også Cluniense. Denne provins fik navnet Gallaecia, da Gallæcien var den tættest befolkede og vigtigste egn i provinsen. I 409, da romernes kontrol brød sammen, omdannede den svebiske erobring Gallaecia, Lucense og Bracarense til kongeriget Gallicien (Galliciense Regnum som Hydatius og Gregor af Tours kalder landet).

### Det senere Gallæcien
Om natten den 31. december 406 brød flere germanske folk, Vandaler, Alaner og Sveber, ind over den romerske grænse ved Rhinen. De søgte sydpå, plyndrede Gallien og gik over Pyrenæerne. Her gik de i gang med at dele de romerske provinser Carthaginiensis, Tarraconensis, Gallaecia og Baetica mellem sig. Sveberne fik en del Gallæcien, hvor de senere skabte et kongerige. Da vandalerne og alanerne drog videre til Nordafrika, tog sveberne kontrol med store dele af den Iberiske halvø. Visigotiske felttog tilbageerobrede dog meget af dette landområde, og visigoterne endte med at blive sejrherrer i de krige, som fulgte, og de annekterede i sidste ende hele Gallæcien. 
Efter det visigotiske nederlag og Umayyadernes erobring af Hispania ved hjælp af de berbiske maurere, overlevede en gruppe af visigotiske stater i de nordlige bjerge, heriblandt Gallæcien. Hos Beatus of Liébana (d. 798) blev ordet Gallæcien brugt som betegnelse for den kristne del af den Iberiske halvø, mens Hispania blev brugt om den muslimske del. Emirerne mente, at det ikke var besværet værd at erobre disse bjerge, fyldt med krigere og uden olie og vin, og dette magttomrum skabte grundlaget for, at disse småriger kunne konsolidere sig.
På Karl den Stores tid mødtes biskopperne i Gallæcien til et koncil i Frankfurt (794), og mens han residerede i Aachen, modtog han udsendinge fra Alfonso 2. af Asturien ifølge de frankiske krøniker.
Sancho 3. af Navarra refererer i 1029 til Vermudo 3. som Imperator domus Vermudus in Gallaecia.